# قصی خولی
قصی خولی (عربی: قصی خولی) (زاده ۱ آوریل ۱۹۷۶) یک هنرپیشه مشهور اهل سوریه است.